# Canton de Briançon-Sud
Le canton de Briançon-Sud est une ancienne division administrative française située dans le département des Hautes-Alpes et la région Provence-Alpes-Côte d'Azur.

## Histoire
Canton créé en 1973, supprimé en 2015.

### Conseillers généraux de l'ancien canton deBriançon(de 1833 à 1973)
| Période | Période                   | Identité                                   | Étiquette     | Qualité |
| ------- | ------------------------- | ------------------------------------------ | ------------- | --- |
| 1833    | 1840 (décès)              | Jean-Jacques Benoît Bouchié (1793-1840)    |               | Agent comptable de la guerre, propriétaire à Briançon                                                          |
| 1840    | 1844 (démission)          | Jean-Jacques Fantin La Ribière (1771-1849) |               | Ancien greffier en chef du Tribunal de Briançon Propriétaire à Briançon et à La Ribière, Arvieux               |
| 1844    | 1845                      | Barthélemy Chaix (1760-1852)               |               | Ancien Sous-Préfet de Briançon (1800-1815) Créateur des rampes de Montgenèvre                                  |
| 1845    | 1848                      | Jacques-Antoine Faure                      |               | Propriétaire, ancien maire de Briançon                                                                         |
| 1848    | 1852 (décès)              | André Latour (1796-1852)                   |               | Président du Tribunal civil de Briançon, puis de Grenoble Président du Conseil Général des Hautes-Alpes (1849) |
| 1852    | 1858                      | Adelphe Arduin (1804-1863)                 |               | Négociant, banquier, rentier Maire de Briançon                                                                 |
| 1858    | 1874                      | Paul Chancel (1817-1881)                   | Centre gauche | Négociant à Briançon                                                                                           |
| 1874    | 1880                      | Honoré Chancel (frère du précédent)        | Centre gauche | Manufacturier de la Schappe Maire de Briançon Député (1876-1877)                                               |
| 1880    | 1886                      | François Meyer                             | Conservateur  | Avocat et avoué Maire de Briançon                                                                              |
| 1886    | 1914 (décès)              | Charles Vagnat                             | Républicain   | Médecin Maire de Briançon (1897-1914) Sénateur (1900-1914)                                                     |
| 1919    | 1934                      | Hippolyte Escalle                          |               | Employé de banque et notaire à Briançon                                                                        |
| 1934    | 1938 (décès)              | Marcel Petit                               | RG            | Médecin, conseiller municipal de Briançon                                                                      |
| 1938    | 1941 (démission d'office) | Justin Faure-Geors                         | SFIO          | Instituteur retraité à Briançon Révoqué par le Gouvernement de Vichy                                           |
| 1945    | 1958                      | Adrien Daurelle                            | DVD           | Notaire à Briançon                                                                                             |
| 1958    | 1964                      | Robert Garraud                             | RS puis UNR   | Chirurgien - Député (1958-1962) Maire de Briançon (1965-1971)                                                  |
| 1964    | 1973                      | Paul Blein                                 | CIR puis PS   | Maire de Briançon (1957-1964)                                                                                  |

## Administration: canton de Briançon-Sud (de 1973 à 2015)
| Période | Période      | Identité        | Étiquette            | Qualité                                                                             |
| ------- | ------------ | --------------- | -------------------- | ----------------------------------------------------------------------------------- |
| 1973    | 1988 (décès) | Paul Blein      | PS puis DVG puis MRG | Ancien Maire de Briançon (1957-1964)                                                |
| 1988    | 2008         | Alain Bayrou    | PR puis DL puis UMP  | Maire de Briançon (1991-2001 et 2005-2009) Président du Conseil Général (1998-2004) |
| 2008    | 2015         | Monique Estachy | UMP                  | Ancienne Conseillère municipale de Briançon Vice-Présidente du Conseil Général      |

## Composition
Le canton de Briançon-Sud se composait d’une fraction de la commune de Briançon et de quatre autres communes. Il comptait 10 572 habitants (population municipale) au 1er janvier 2012.
| Nom                   | Code Insee | Intercommunalité   | Population (dernière pop. légale)              |
| --------------------- | ---------- | ------------------ | ---------------------------------------------- |
| Briançon (chef-lieu)  | 05023      | CC du Briançonnais | Fraction : 7 979(2012) Commune : 12 392 (2014) |
| Cervières             | 05027      | CC du Briançonnais | 183 (2014)                                     |
| Puy-Saint-André       | 05107      | CC du Briançonnais | 467 (2014)                                     |
| Puy-Saint-Pierre      | 05109      | CC du Briançonnais | 525 (2014)                                     |
| Villar-Saint-Pancrace | 05183      | CC du Briançonnais | 1 442 (2014)                                   |

## Démographie
| 1975 | 1982 | 1990  | 1999  | 2006   | 2011   | 2012   |
| ---- | ---- | ----- | ----- | ------ | ------ | ------ |
| -    | -    | 9 391 | 9 671 | 10 431 | 10 106 | 10 572 |